# Limonia nigrella
Limonia nigrella är en tvåvingeart som beskrevs av Alexander 1929. Limonia nigrella ingår i släktet Limonia och familjen småharkrankar. Inga underarter finns listade i Catalogue of Life.